# Фундени (Бакау)
Фундени (рум. Fundeni) насеље је у Румунији у округу Бакау у општини Секујени. Oпштина се налази на надморској висини од 263 m.

## Становништво
Према подацима из 2002. године у насељу је живело 197 становника, од којих су сви румунске националности.